# 朗頓公園站
朗頓公園站（英語：Langdon Park DLR station）是碼頭區輕便鐵路的一個車站，位於倫敦東區。該站於2006年11月17日開始建設，在2007年11月9日竣工。車站的設計特徵是擺有英國藝術家凱特·戴維斯的美術品。

## 外部連結
- Station Facilities: Langdon Park （页面存档备份，存于）, Transport for London
- Langdon Park at DLR Project Archives